# Virginio Vespignani
Conte Virginio Vespignani (* 12. Februar 1808 in Rom; † 4. Dezember 1882 ebendort) war ein italienischer Architekt.

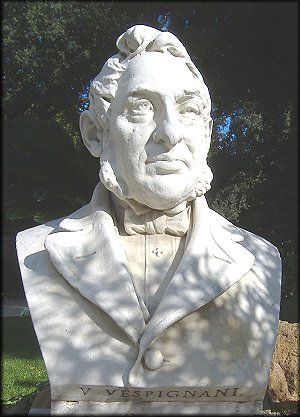
Büste von Virginio Vespignani

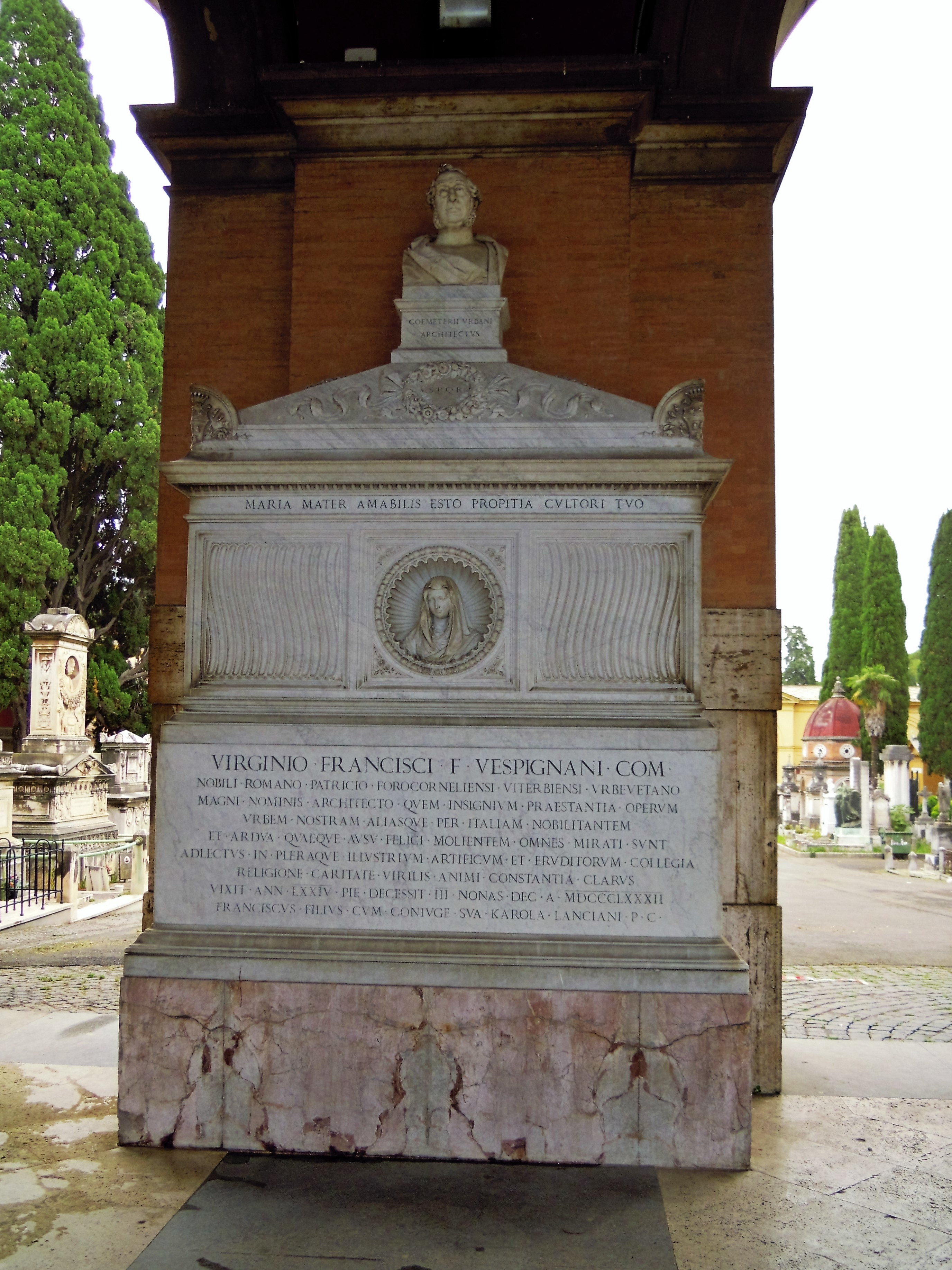
Friedhof Verano in Rom: Grabmal von Virginio Vespignani

## Leben

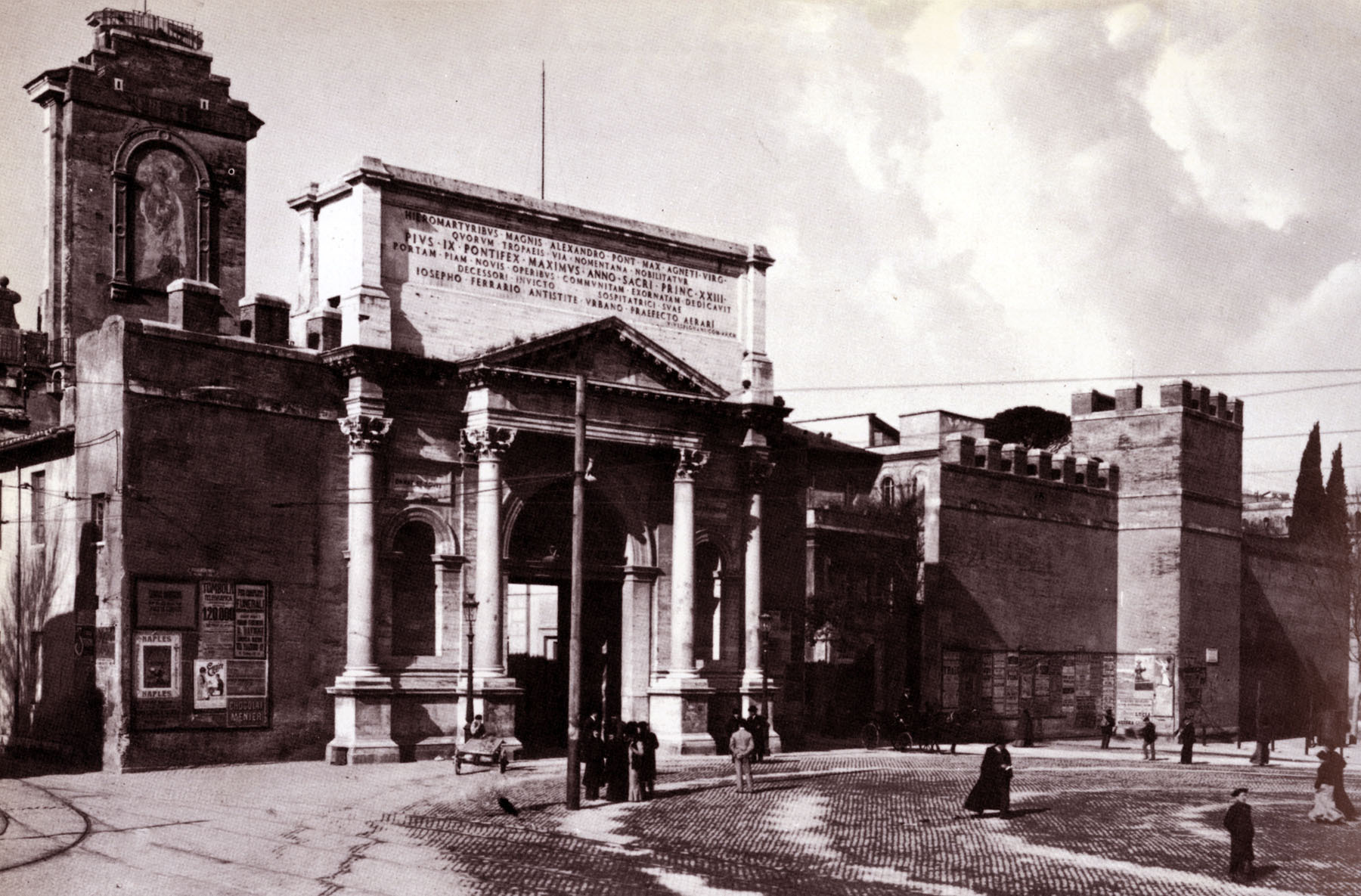
Porta Pia auf einem Foto um 1900

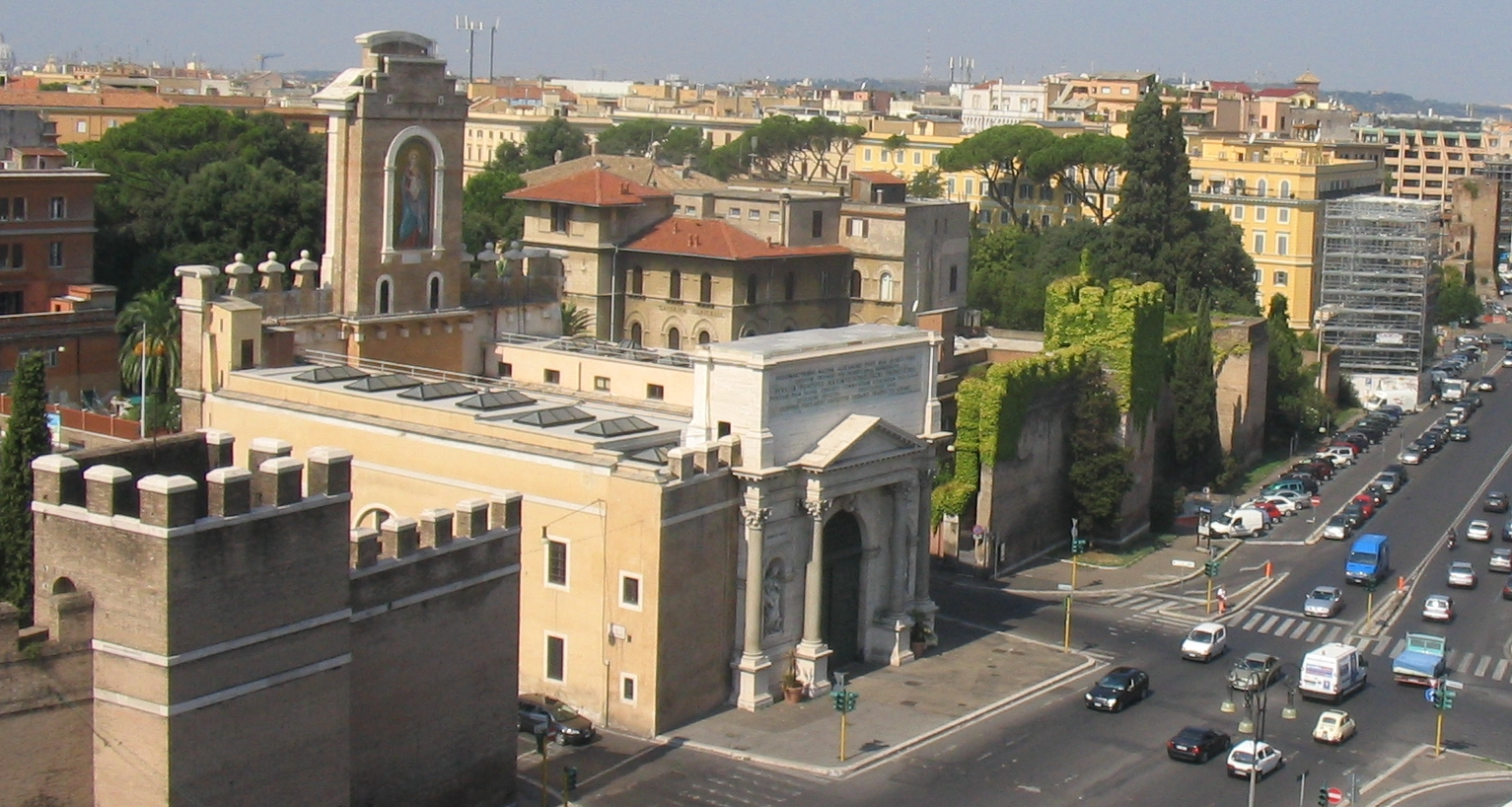
Porta Pia: Außenfassade von oben gesehen

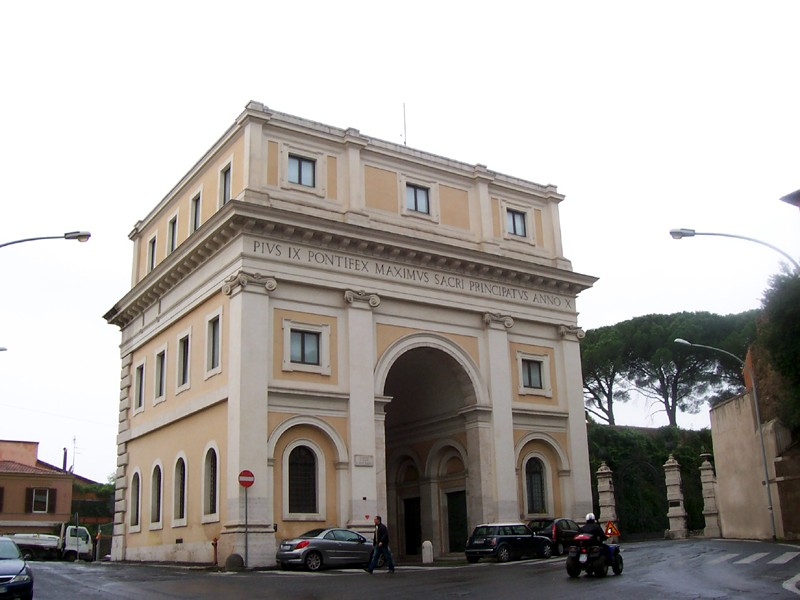
Porta San Pancrazio

Virginio wurde 1808 in Rom in als letztes Kind des Grafen Giovan Francesco und Maria Teresa Sarnani geboren. Nach seinem Studium von Philosophie und Mathematik wurde er Schüler und Mitarbeiter von Luigi Poletti und nahm die Begeisterung seines Meisters für die Formen des Neoklassizismus an und wandte sich dann den Ideen der Renaissance und der Romantik zu.
Ab den 1820er Jahren beschäftigte er sich mit der Gravur und nahm an archäologischen Ausgrabungen von Luigi Rossini und Edward Dodwell teil. Bei diesen Ausgrabungskampagnen zeichnete er Überreste von Mauern und anderen Altertümern.
Seine aktivste Periode hatte er während des Pontifikats von Papst Pius IX. Zu seinen bedeutendsten Werken gehören: die Kapelle der Madonna dell’Archetto (1851), eine kleine Kapelle im Trevi-Viertel, wohlproportioniert und im Stil des 16. Jahrhunderts, die Rekonstruktion der Porta San Pancrazio in der Aurelianischen Mauer in ihrer heutigen Form (1857) und die nach außen gerichtete Fassade der Porta Pia (1868). Für den Campo Verano führte er das ursprüngliche Projekt von Giuseppe Valadier aus den Jahren 1807–1812 fort und baute die Kirche, den ersten Teil des „Pincetto“ und den viereckigen Eingangsportikus (1880).
Vespignani übernahm prominente Funktionen in zahlreichen Institutionen. 1841 wurde er Mitglied der Kongregation der Virtuosi del Pantheon und ab 1856 Akademiker an der Accademia di San Luca, der er 1870 und 1876–77 vorstand. 1869 wurde ihm der Lehrstuhl für praktische Architektur übertragen, den er bis 1876 innehatte.
Die Académie royale des Sciences, des Lettres et des Beaux-Arts de Belgique (Classe des Beaux-Arts) nahm ihn 1871 als assoziiertes Mitglied auf.
Er starb 1882 im Alter von 74 Jahren in seiner Heimatstadt. Sein Grabdenkmal, das von seinem Sohn Francesco, der denselben Beruf wie sein Vater ausübte, errichtet wurde, befindet sich im Portikus des Haupteingangs zum Campo Verano und erinnert an die Rolle, die der Künstler bei der Gestaltung des historischen römischen Friedhofs spielte.